# Model Lipowskiego
Model Lipowskiego opisuje rozrost populacji drapieżców kosztem ofiar. Cykle tego modelu wyznaczane są przez wyodrębnienie z populacji super bestii. Trudno jednoznacznie określić czy proces uaktualniania świata ma cechy równoległości czy szeregowości.

## Definicja modelu
- sieć kwadratowa o boku N pozycji
- alfabet: {0,1,2,3}

gdzie 0 – miejsce puste, 1 – ofiara, 2 – drapieżca, 3 – ofiara i drapieżca
- każdy drapieżnik ma pewien rozmiar mi (0 < mi < 1)
- parametry:

r – względna szansa r (0 < r < 1) przeżycia ofiary i drapieżnika
W czasie t następuje jedno uaktualnienie losowej pozycji i.
losowany parametr r decyduje czy uaktualniamy drapieżce czy ofiarę.
Ni.r > r – ofiara
Ni.r < r drapieżca
wylosowanie ofiary {\displaystyle x_{i}\in {1,3}}
- ofiara przeżywa
- ofiara ma potomka, jeśli w sąsiedztwie istnieje wolna pozycja j (nie występuje ofiara), gdy nie istnieje wolne to ofiara się nie rozmnaża

wylosowanie drapieżcy: {\displaystyle x_{i}\in {2,3}}
- samotny drapieżca x = 2, ginie
- jeśli drapieżca jest z ofiarą, drapieżca żyje. pożera ofiarę (aktualizacja x = 2)
  - nie ma drapieżcy w otoczeniu, na wolnej pozycji j
  - jest, ale mj < mi

potomek dziedziczy mi rodzica z prawdopodobieństwem (1-p) albo z pr. p przyjmuje nowy losowy {\displaystyle m_{j}\in (0,1)}

## Super bestia
Osobnik najlepiej przystosowany do danego środowiska. Pojawienie się super bestii powoduje zniszczenie populacji
ofiary co w konsekwencji prowadzi do zagłady również populacji drapieżcy. Szacuje się, że super bestia wyodrębnia się
po 107–108 latach.

## Zastosowanie
Badanie dynamiki modelu ofiary i drapieżcy.